# Magula Zerelia
Magula Zerelia (en griego, Μαγούλα Ζερέλια) es un yacimiento arqueológico situado en una colina del área de los lagos de Zerelia, a unos 5 km de la localidad de Almyrós, en la región de Tesalia, en Grecia. Ha habido diversas campañas de excavaciones: en 1908, en 1992 y entre 2005 y 2009. 
En este yacimiento arqueológico se han identificado ocho capas de restos de asentamientos prehistóricos que abarcan periodos comprendidos entre el neolítico medio (5800-5300 a. C.) —en este periodo seguramente coexistió por un tiempo con otro asentamiento ubicado en el cercano Karatsántagli— y la Edad del Bronce tardía (1100 a. C.) Además, en las capas superficiales de áreas próximas se han encontrado también restos arqueológicos de periodos posteriores. Entre estos se ha hallado una moneda de Fócide del siglo V a. C.
Entre los hallazgos prehistóricos se encuentran fragmentos de cerámica, huesos de animales, estatuillas, hojas de obsidiana, puntas de flecha y otras herramientas. También hay elementos estructurales de lo que se supone que fue una casa de la Edad del Bronce temprano. Algunos de los objetos se encuentran expuestos en el Museo Arqueológico de Almyrós.